# Somnoendoskopie
Die Somnoendoskopie (Synonyme: Propofol-Somnoendoskopie, Schlafendoskopie, Schlafvideoendoskopie; lateinisch somnus ‚schlaf‘; griechisch éndon ‚innen‘, skopein ‚beobachten‘) ist eine Endoskopie zur genauen Lokalisation der Entstehung der Schnarchgeräusche beim habituellen Schnarchen im künstlichen Schlaf.

## Vorgehensweise
Man geht dabei mit einem dünnen flexiblen Endoskop (Nasopharyngoskop) über die Nase in den Nasenrachen. Der Patient bekommt meistens das Hypnotikum Propofol, womit ein künstlicher Schlaf eingeleitet wird.

## Anwendungsbereich
Im Regelfall fängt der Patient während der Untersuchung an zu schnarchen und man kann über das Endoskop beobachten, welcher Mechanismus hinter dem Schnarchen steckt. Der genaue Ort der Vibrationen von Schleimhaut und Weichteilstrukturen sowie Okklusionen (Engstellen) können so lokalisiert werden. Ferner kann getestet werden, ob ein Esmarch-Handgriff (bei dem der Unterkiefer angehoben wird) hilft, das Schnarchen zu verändern. Somit kann der Erfolg einer progenierenden Aufbiss-Schiene (Protrusionsschiene) abgeschätzt werden. Insgesamt dient der Eingriff zur Findung der richtigen (Operations-)Methode, um das Schnarchen zu verringern. Die Untersuchung ist ungefährlich und nicht schmerzhaft. Komplikationen sind äußerst selten.